# Marc Norman
Marc Norman (Los Angeles, 1941) é um roteirista estadunidense. Foi indicado ao Oscar de melhor filme e o Oscar de melhor roteiro original na edição de 1999 pela realização e roteiro da obra Shakespeare in Love.